# Platon II de Moscou
 (mai 2019).
Si vous disposez d'ouvrages ou d'articles de référence ou si vous connaissez des sites web de qualité traitant du thème abordé ici, merci de compléter l'article en donnant les références utiles à sa vérifiabilité et en les liant à la section « Notes et références ».
Platon II (né Piotr Gueorguievitch Levchine, russe : Пётр Георгиевич Левшин; 10 juillet 1737 - 23 novembre 1812) fut métropolite de Moscou de 1775 à 1812.

## Distinctions
- Novembre 1796 : Ordre de Saint-André